# Sunniva uniformis
Sunniva uniformis is een pissebed uit de familie Scleropactidae. De wetenschappelijke naam van de soort is voor het eerst geldig gepubliceerd in 1936 door Thomas Theodore Barnard.